# 科斯科哈瓦里納山 (卡爾卡區)
13°17′21″S 71°58′09″W / 13.28917°S 71.96917°W
科斯科哈瓦里納山（Coscojahuarina），是秘魯的山峰，位於該國東南部庫斯科大區，由卡爾卡省的卡爾卡區負責管轄，屬於烏魯潘帕山脈的一部分，海拔高度約4,600米。